# Malcolm Braff
Malcolm Braff (Rio de Janeiro, 10 juni 1970) is een Zwitserse jazzpianist en spelontwerper.

## Biografie
Braff groeide op als zoon van een missionaris in Kaapverdië en Senegal. Vanaf 6-jarige leeftijd kreeg hij klassieke pianolessen. In 1982 kwam hij naar Zwitserland, waar hij tot 1986 studeerde aan de muziekscholen van Neuchâtel en Genève. Van 1989 tot 1991 studeerde hij musicologie aan de Universiteit van Genève en volgde lessen bij Thierry Lang, Gaspard Glaus, François Lindemann, Franco D’Andrea en Jacques Demierre.
In 1991 richtte hij zijn eerste jazztrio op (kwartet met Pascal Portner en Marcello Giuliani), het jaar daarop verscheen zijn eerste album als orkestleider. Sinds 1994 trad hij regelmatig op als bandlid of solist op het Montreux Jazz Festival. In 1997 richtte hij het kwintet C.O.M.B.O. op (met Bänz Oester, Olivier Clerc, Yaya Ouattara, Matthieu Michel), waarmee hij twee jaar later het album Together opnam voor Blue Note Records.
Sindsdien heeft hij verschillende eigen formaties geleid: het Trio Braff - Oester - Rohrer, met wie hij twee albums opnam, het Malcolm Braff Trio (met Alex Blake en Yaya Ouattara), waarmee hij het album Yele opnam, het 3IO Quartet met Patrice Moret en Pascal Portner, het BMG Post Music Trio met Francois Gallix en Francesco Miccolis, de Tentett Malcolm Braff & TNT en Malcolm Braff & Ensemble Contrechamps.
Braff werkt ook in een duo met Samuel Blaser en is lid van het Erik Truffaz & Malcolm Braff Indian Project, Andy Scherrers Swiss South African Jazz Quintet, de bands van Lisette Spinnler en David Brito, en Yarnick Barmans band Kiku et Veto.
Ook ontwikkelt hij samen met vrienden diverse bordspellen. De game Jamaica uit 2007, die hij samen met Bruno Cathala en Sébastien Pauchon ontwikkelde, werd bekroond met de Essener Feder 2008, stond op de aanbevelingslijst voor Game of the Year 2008 en werd genomineerd voor de As d'Or - Jeu de l'Année 2009.

## Discografie
- 1992: Big Band Aucune Idée Encore, 1992
- 1999: Malcolm Braff Combo Together (Blue Note Records met Olivier Clerc, Matthieu Michel, Bänz Oester)
- 2000: Pascal Portner, Malcolm Persson Braff, Marcello Giuliani 3io 4tet (Altrisuoni)
- 2006: Yele (Unit Records)
- 2008: Malcolm Braff / Bänz Oester / Samuel Rohrer: Walkabout (Unit)
- 2008: Braff/Blaser Duo: YaY (Fresh Sound Records)
- 2010: Voltage met  Patrice Moret, Marc Erbetta
- 2011: Inside (Enja) met Reggie Washington en Lukas König en Aurélie Emery[2]
- 2018: Shijin: Shijin (alter-nativ) met Laurent David, Jacques Schwarz-Bart, Stéphane Galland

## Ludografie
- 2006: Animalia (samen met Bruno Cathala en Sébastien Pauchon; verschenen bij GameWorks)
- 2007: Jamaica samen met Bruno Cathala en Sébastien Pauchon; verschenen bij GameWorks en Asmodée, onderscheiden met de Essener Feder 2008, op de lijst met aanbevelingen voor het spel van het jaar 2008, nominatie voor de As d'Or – Jeu de l'Année 2009.
- 2008: Helvetiq (samen met Bruno Cathala en Sébastien Pauchon; verschenen bij Helvetiq en RedCut Sàrl)
- 2008: Kimaloé (samen met Dominique Ehrhard en Sébastien Pauchon; verschenen bij GameWorks)
- 2010: de/le Belgotron (samen met Bruno Cathala en Sébastien Pauchon; verschenen bij Ars Ludi)
- 2017: Jamaica: The Crew (samen met Bruno Cathala en Sébastien Pauchon; verschenen bij Ars Ludi; uitbreiding naar Jamaica)
- 2018: Krobs (samen met Bruno Cathala en Sébastien Pauchon; verschenen bij GameWorks SàRL)